# 4449 Sobinov
4449 Sobinov eller 1987 RX3 är en asteroid i huvudbältet som upptäcktes den 3 september 1987 av den ryska astronomen Ljudmila Tjernych vid Krims astrofysiska observatorium på Krim. Den är uppkallad efter Leonid V. Sobinov.
Asteroiden har en diameter på ungefär 30 kilometer.